# Grisslehamn
Grisslehamn är en tätort och hamn vid Ålands hav, inom Väddö socken i Norrtälje kommun i Stockholms län.

## Historia

### Förhistoria
Det ursprungliga Grisslehamn, idag kallat Gamla Grisslehamn och lokaliserat ett par mil söder om dagens Grisslehamn, nämns i historiska handlingar första gången 1376 rörande postgången till Finland via Åland.
Posthanteringen var under långa tider den viktigaste sysselsättningen för Grisslehamnsborna vid sidan av fisket. Verksamheten hade stor betydelse för Kronan, då det var av yttersta vikt att få fram viktiga kungliga påbud vid krig såväl som fred.
Den gamla postvägen organiserades mer i detalj efter ett beslut 1638 på initiativ av rikskanslern Axel Oxenstierna. Detta beslut innebar att för varje, varannan eller var tredje mil skulle ett så kallat posthemman inrättas, där dess innehavare, post(rote)bonden, hade ansvar för att motta och föra vidare posten till nästa posthemman.
Arbetet var slitsamt och ibland farligt, framförallt på vintern och i synnerhet för de postbönder som hade ansvaret för att transportera posten över havet från Grisslehamn. Inte sällan hände olyckor i samband med dessa transporter, ibland med dödlig utgång.

### 1700-talet - Grisslehamn flyttas

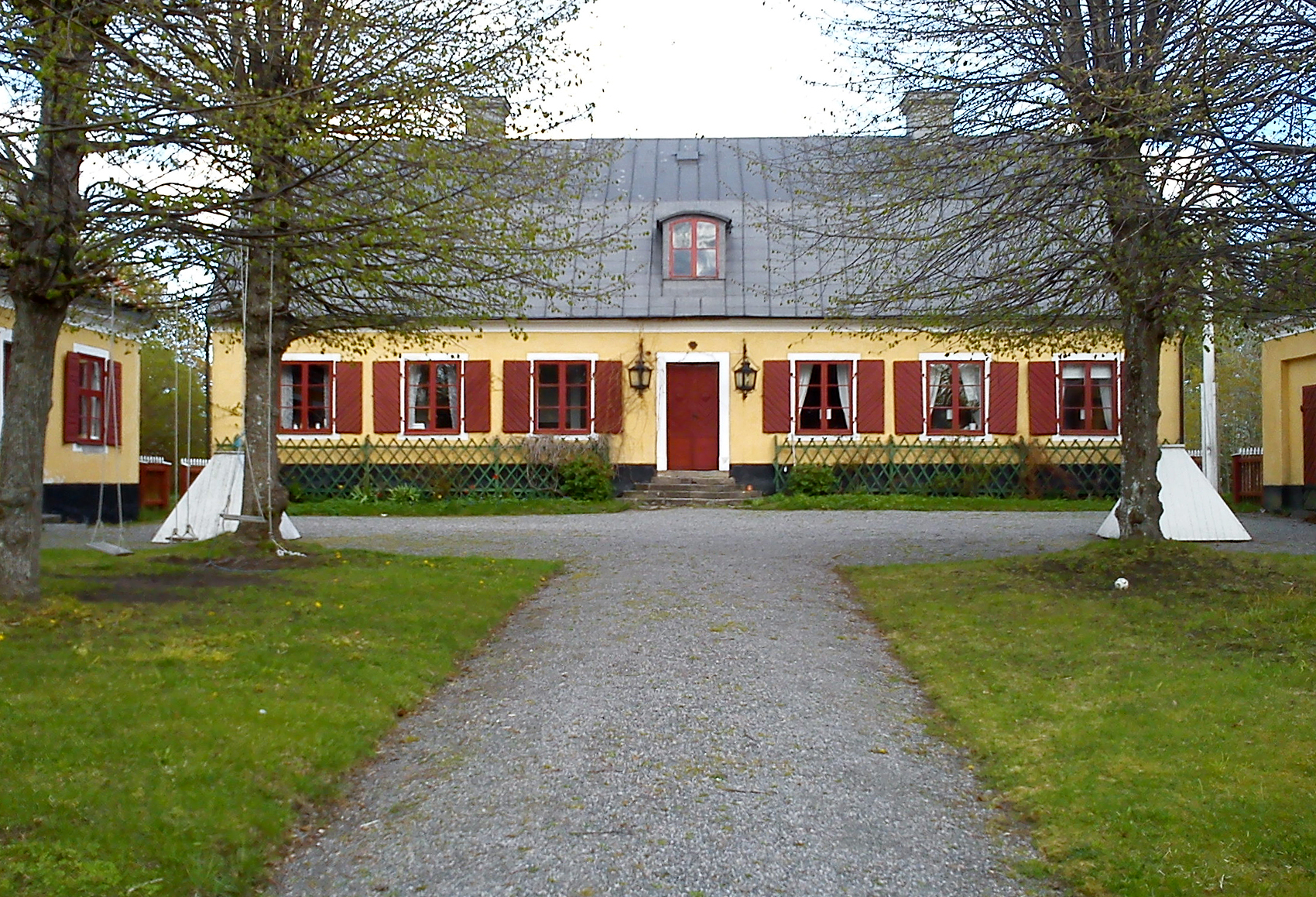
Grisslehamns posthus uppfört 1756 efter ritningar av Carl Fredrik Adelcrantz.

När en brand ödelade Grisslehamn 1754 bestämde Kronan att flytta Grisslehamn till dagens plats ett par mil norr om den gamla platsen. Det ursprungliga Grisslehamn kallades därefter Gamla Grisslehamn. Det viktigaste skälet att flytta byn var att den nya platsen hade en kortare sträcka över Ålands hav till Eckerö på Åland vilket underlättade postroteböndernas överfart något. Posthuset, som 1756 uppfördes efter ritningar av Carl Fredrik Adelcrantz, är det äldsta i sitt slag uppfört endast för postens verksamhet. Poststationen kom dock även att användas som värdshus med rum för resande. 1796 fick Grisslehamn även en optisk telegrafstation för signalering sträckan Grisslehamn-Signilskär-Eckerö. Telegrafen var placerad på Utkiksberget.

### 1800-talet
Under kriget mot Ryssland 1808–1809 var Grisslehamn åter i centrum. Kommendanten på Åland, friherre Georg Carl von Döbeln flydde till Grisslehamn då ryssarna under general Kulnev invaderade ön. Kulnev förföljde von Döbeln över isen mot Grisslehamn men innan denne nådde byn utrymdes von Döbelns styrka till Älmsta så när på en mindre enhet under en ung fänrik. Denne mötte Kulnev som hotade att bränna ner Grisslehamn om han inte drog sig tillbaka ett par kilometer. Efter en kortare betänketid drog sig fänriken undan trots att han riskerade krigsrätt. Kulnev stannade dock inte länge utan utrymde strax därefter Grisslehamn som därmed hade räddats.

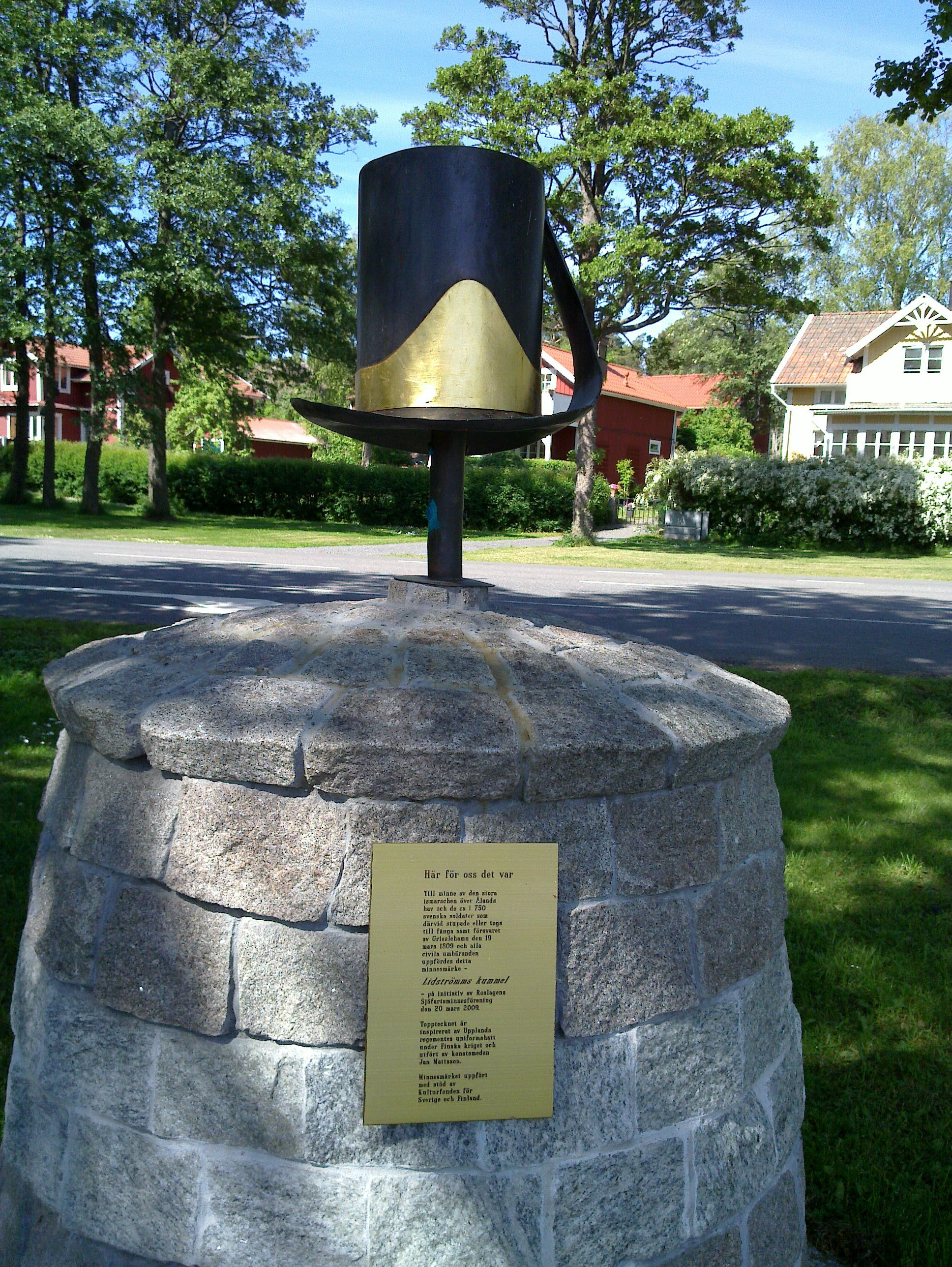
Lidströms kummel.

Till minne av de stupade soldaterna och försvaret av Grisslehamn den 19 mars 1809 har man uppfört en staty i hamnen föreställande en hatt, inspirerad av Upplands regementes uniformshatt. 
Förlusten av Finland fick flera konsekvenser för Grisslehamn. Dels visade intagandet av staden att här behövdes en garnison och 1811 uppfördes en kasern på platsen. Då posteringen drogs in 1869 blev kasernen i stället pensionat, och blev från sekelskiftet 1900 känd under namnet Borgen. En tullstation inrättades också i Grisslehamn, tullmästarbostaden med kontor ritades av Abraham Niclas Edelcrantz. En ny tullvaktstuga flyttades 1864 hit från Fogdö.

### 1900-talet
Under andra hälften av 1800-talet togs postrodden över allt mer av ångbåtar. Ångbåtstrafiken innebar också att sommargäster från Stockholm började hitta till Grisslehamn. Pensionatsrörelsen i Borgen ersattes av Hotell Havsbaden (1903) och spa-verksamhet blev den viktigaste inkomstkällan. Hotellet, som hade karaktären av att vara en sommarrekreationsort med varma bad, ligger vid mynningen mot Ålands hav med storslagen utsikt. Verksamheten fick ett snabbt uppsving och redan 1907 räknades 1 300 sommargäster. 1909 invigdes Grisslehamns kapell.
I Östra hamnen anlade Koltransport AB på 1890-talet ett varv. Kol fraktades från Norrland på pråmar och sändes sedan vidare till andra orter, främst Skebo bruk. 1925 såldes varvet av bolaget men drevs vidare i mindre skala fram till 1970-talet. Östra hamnen fungerar numera som gästhamn.
I början av 1900-talet etablerade sig två yrkesfiskare i Grisslehamn och 1917 startades ett fiskrökeri. Det växte snart till ett betydande företag som, som mest, hade 180 anställda. Man rökte främst torsk och hade upp till 30 fiskebåtar knutna till verksamheten. 1940 köptes rökeriet av Kooperativa Förbundet som tidigare utvecklat Grisslehamns Fiskförädling. Under 1950-talet minskade torskbeståndet och 1969 tvingades man att stänga rökeriet.
1960 upptog Eckerölinjen trafik på Åland, vilket kom att betyda mycket för orten. Eckerölinjen, som trafikerar sträckan Grisslehamn–Eckerö på Åland, är idag kanske det som mest förknippas med Grisslehamn.
1974 upptogs den gamla postrodden igen, men nu som en tävling till minne av den gamla posttrafiken.
1990 invigdes det nya Hotell Havsbaden, medan den gamla byggnaden i stället kommit att inrymma Albert Engström-museet och Turistinformation. Hotellet fungerar numera särskilt som konferenshotell.

### Kulturen i Grisslehamn

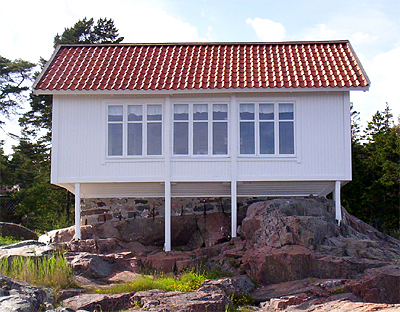
Albert Engströms ateljé.

Ur kulturellt hänseende har Grisslehamn även spelat en icke obetydlig roll. Mest känd av de kulturpersonligheter som bott här är författaren, konstnären och tecknaren Albert Engström (1869–1940). Han införskaffade år 1900 fastigheten Augustberg inte långt från posthuset som han gjorde till sitt boningshus och som i dag är ett museum över hans liv. Även ett stall som tillhörde huset finns ännu kvar och tjänar idag som sommarcaféet "Kalaset".
Mest bekant är ändå hans ateljé belägen på klipporna mot havet vid Ateljéviken på några minuters promenad från boningshuset. Ateljén uppfördes 1906 efter ritningar av Carl Hagsten och Engström själv. Karaktäristiskt för den kulturminnesmärkta byggnaden är att de två sidor som vetter mot havet blev vitmålade i stället för röda för att tjäna som sjömärke (se bild). Till hans hem och ateljé kom många av hans vänner ur dåtidens kulturella toppskikt på besök. Det var bland annat Carl Larsson, Anders Zorn, August Strindberg och Bruno Liljefors och även den tilltänkte mågen Evert Taube som blev inbjudna.
I Grisslehamn har även verkat och verkar andra mer eller mindre kända kulturpersonligheter som konstnären Karl "Xylografen" Andersson - som var nära vän till Engström - och sångaren Cacka Israelsson. Från Grisslehamn kommer även skådespelaren Krister Henriksson. 2006 firade Grisslehamn sitt 250-årsjubileum. 

### Befolkningsutveckling

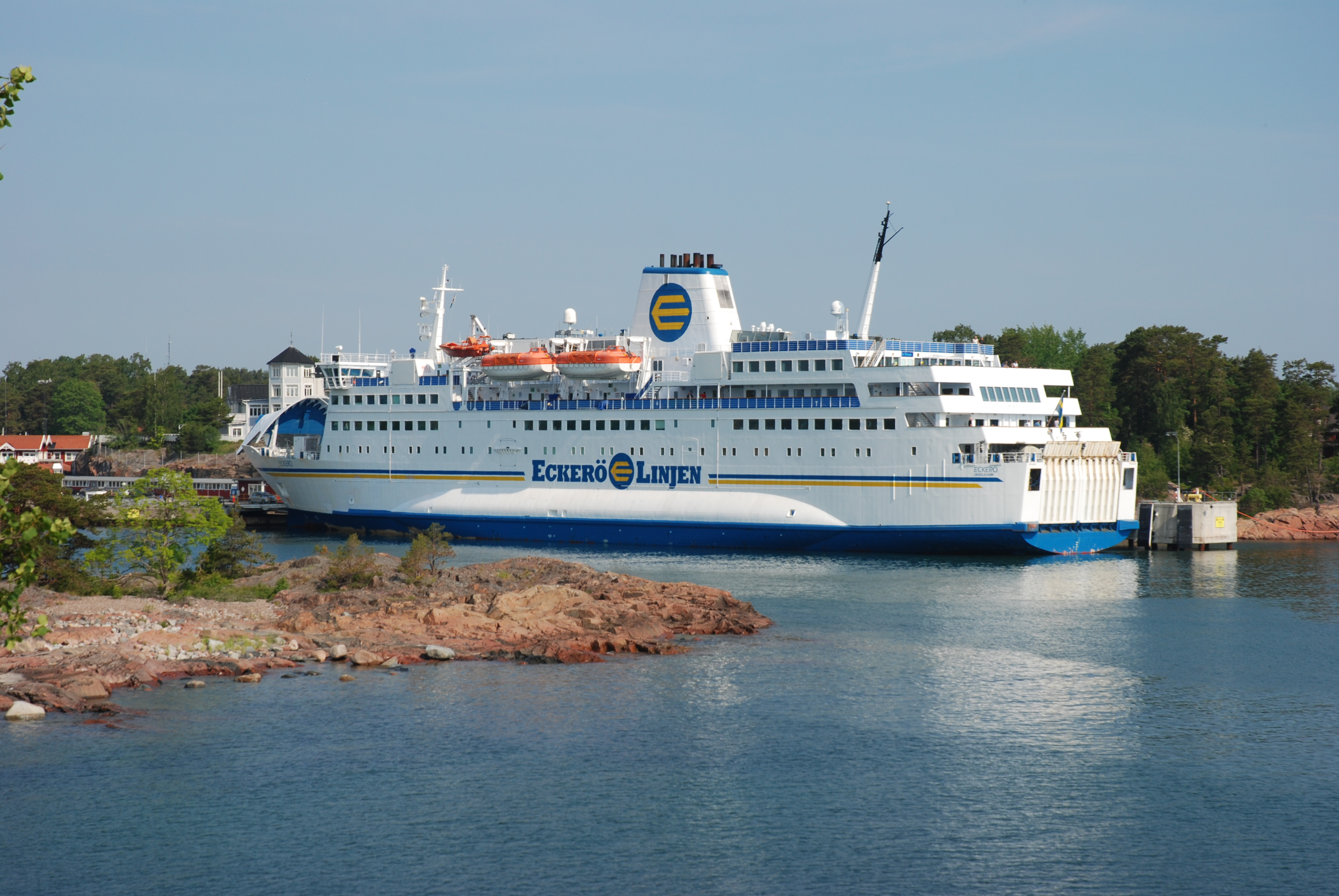
M/S Eckerö på Eckerölinjen i hamnen i Grisslehamn.

| Befolkningsutvecklingen i Grisslehamn 1900–2020 | Befolkningsutvecklingen i Grisslehamn 1900–2020 | Befolkningsutvecklingen i Grisslehamn 1900–2020 | Befolkningsutvecklingen i Grisslehamn 1900–2020 | Befolkningsutvecklingen i Grisslehamn 1900–2020 |
| --- | ----------------------------------------------- | ----------------------------------------------- | ----------------------------------------------- | ----------------------------------------------- |
| |                                                 |                                                 |                                                 |                                                 |
| År |                                                 |                                                 | Folkmängd                                       | Areal (ha)                                      |
| 1900 | 1900                                            |                                                 | 163                                             | †                                               |
| 1950 | 1950                                            |                                                 | 392                                             | ##                                              |
| 1960 | 1960                                            |                                                 | 374                                             | 123                                             |
| 1965 | 1965                                            |                                                 | 367                                             | 123                                             |
| 1970 | 1970                                            |                                                 | 301                                             | 120                                             |
| 1975 | 1975                                            |                                                 | 312                                             | 120                                             |
| 1980 | 1980                                            |                                                 | 323                                             | 120                                             |
| 1990 | 1990                                            |                                                 | 278                                             | 120                                             |
| 1995 | 1995                                            |                                                 | 293                                             | 121                                             |
| 2000 | 2000                                            |                                                 | 288                                             | 122                                             |
| 2005 | 2005                                            |                                                 | 277                                             | 122                                             |
| 2010 | 2010                                            |                                                 | 249                                             | 122                                             |
| 2015 | 2015                                            |                                                 | 418                                             | 447                                             |
| 2020 | 2020                                            |                                                 | 410                                             | 456                                             |
| Anm.: 2015 utökades tätortens område med bland annat bebyggelsen i Ekbacken och Tomta † Som köpingsliknande samhälle 1900. ## Som tätort/befolkningsagglomeration 1920–1950. |                                                 |                                                 |                                                 |                                                 |